# Bibliotekarz

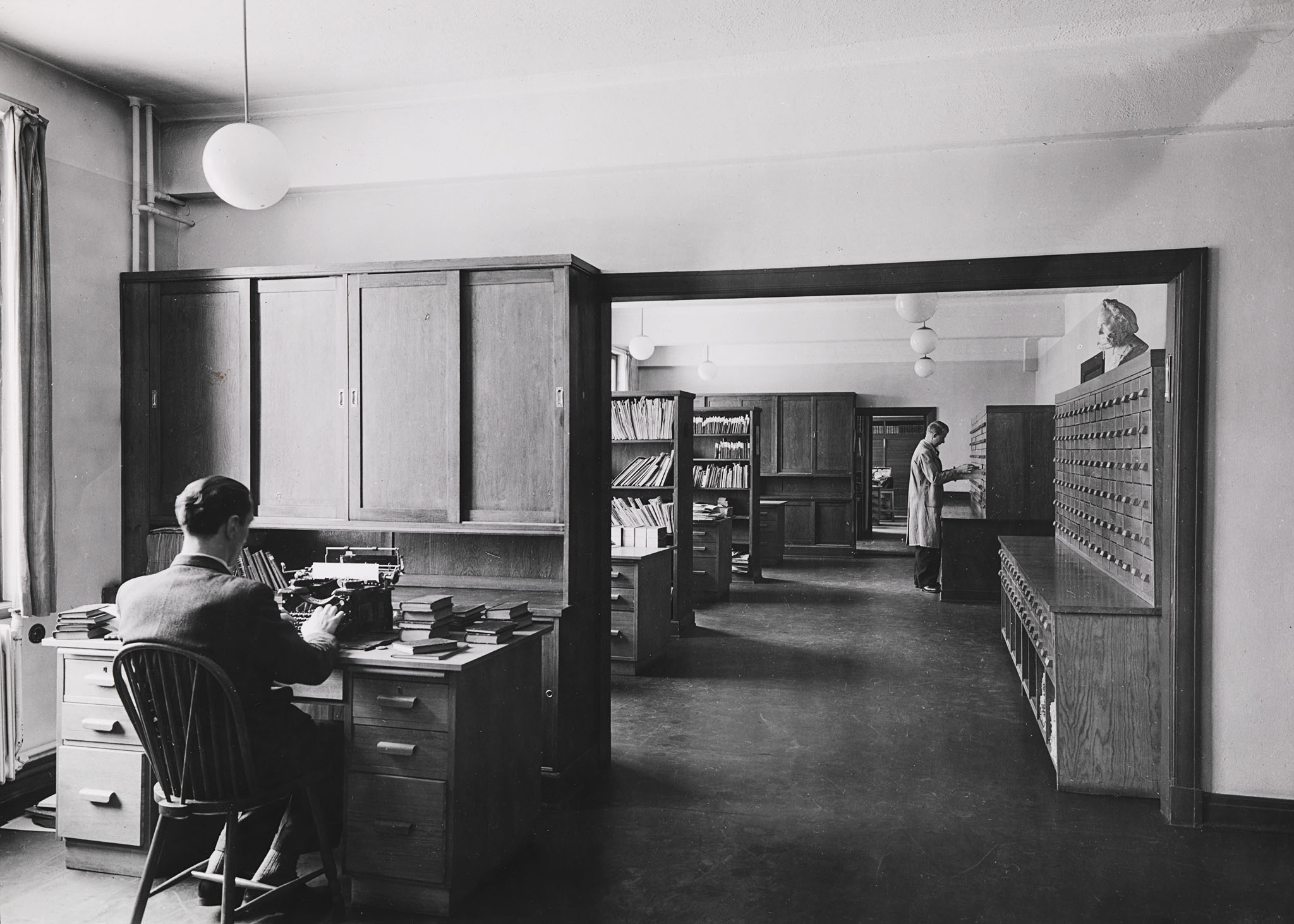
Bibliotekarze biblioteki Uniwersytetu w Oslo (1946)

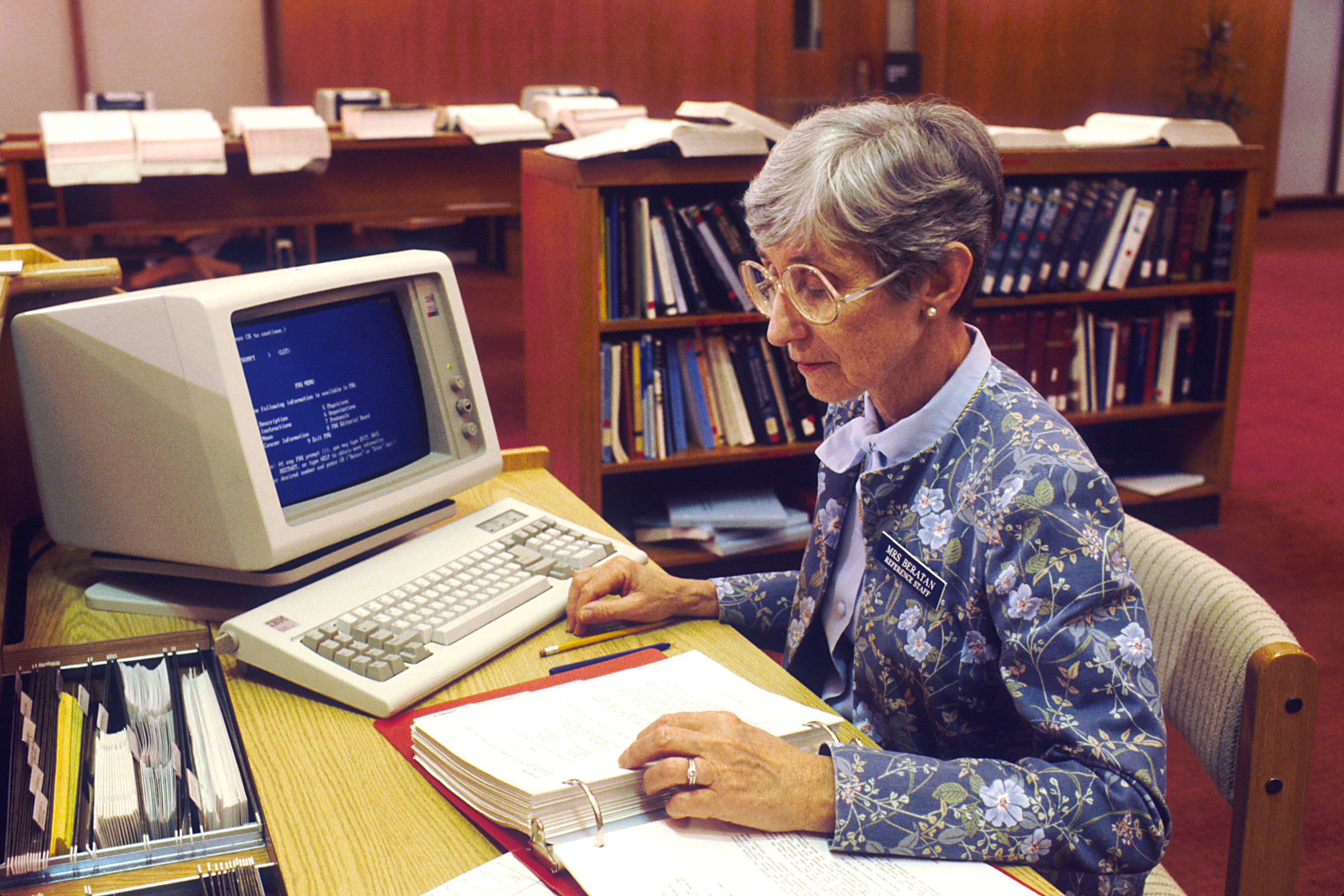
Bibliotekarka National Library of Medicine w Bethesda (1987)

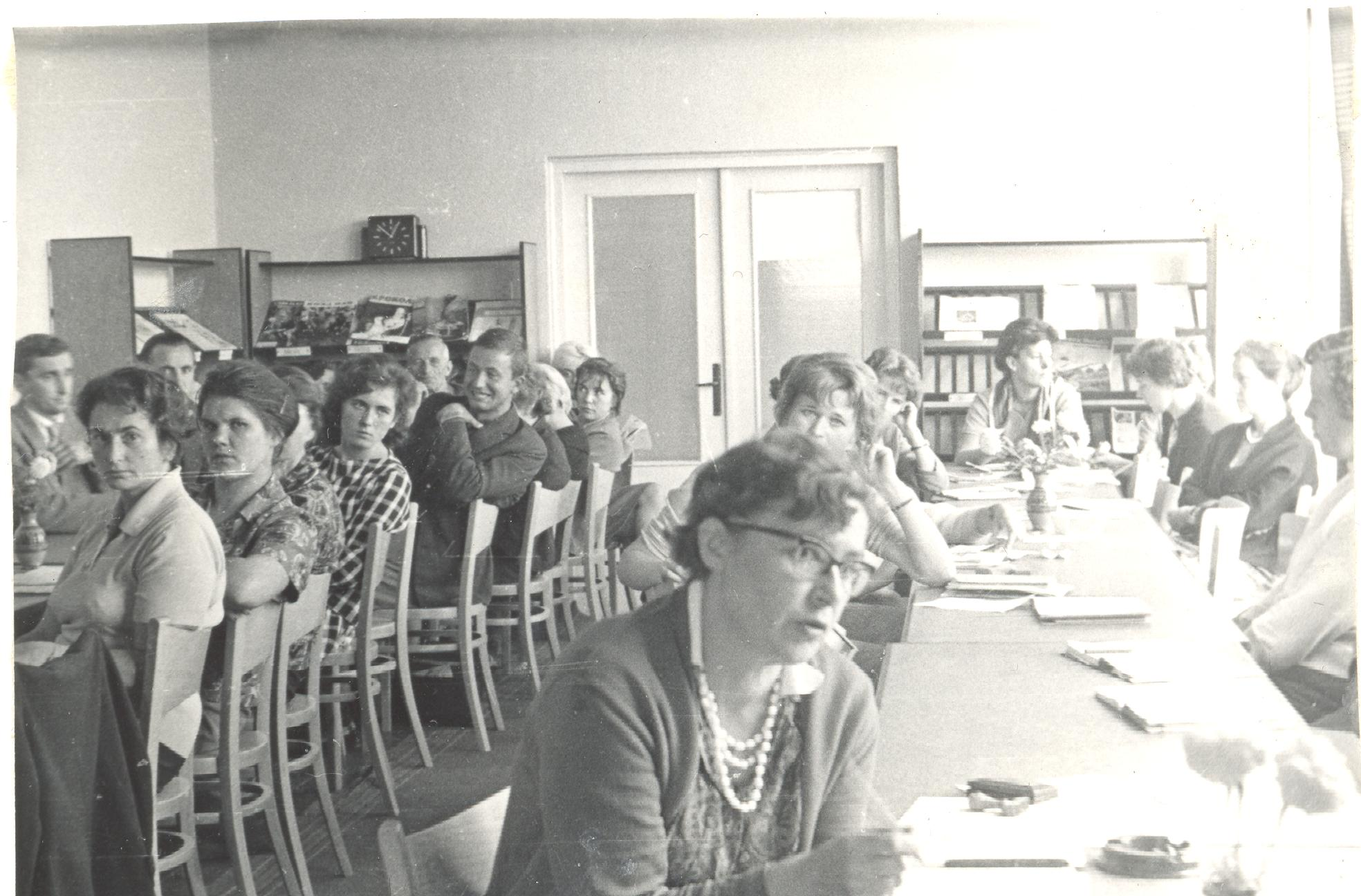
Seminarium bibliotekarzy w 1963 r. w nowej siedzibie biblioteki w Suwałkach

Bibliotekarz (w odniesieniu do kobiet stosuje się formę bibliotekarka) – pracownik biblioteki, pracownik zatrudniony zawodowo w bibliotekarstwie; tytuł i stanowisko w hierarchii służby bibliotecznej. Według przepisów unijnych (dyrektywa 89/48) osoba zatrudniona jako bibliotekarz musi mieć ukończone co najmniej studia licencjackie z zakresu informacji naukowej i bibliotekoznawstwa.

## Historia
Pierwsze wzmianki o zawodzie bibliotekarza pochodzą już ze starożytności. Był to najczęściej uczony. W Odrodzeniu i oświeceniu mógł nim zostać każdy człowiek posiadający wykształcenie. Bibliotekarzami byli urzędnicy książęcy i królewscy, miłośnicy ksiąg, poeci i uczeni. Często bibliotekarstwo było traktowane jako zajęcie uboczne, dorywcze. Bibliotekarze nie interesowali się w ogóle lub w bardzo małym stopniu bibliotekami, w których pracowali. Jedynie nieliczni przeszli do historii jako zasłużeni.
Sytuacja zaczęła się zmieniać dopiero w XIX wieku, kiedy zaczęto wymagać od bibliotekarzy fachowego przygotowania i stałego zatrudnienia. W II połowie XIX wieku zostały wprowadzone pierwsze oficjalne egzaminy bibliotekarskie we Francji, Anglii i Niemczech. Otworzono również pierwsze szkoły zawodowe oraz pierwszą katedrę bibliotekoznawstwa.

## Zadania bibliotekarza
Dawniej bibliotekarz był kustoszem dorobku kulturalnego – dziś jego zadaniem jest udostępnianie zbiorów oraz zawartych w nich informacji.
Do zadań bibliotekarza należą m.in.:
- gromadzenie(inne języki), opracowanie(inne języki) (rzeczowe i przedmiotowe), przechowywanie i udostępnianie zbiorów biblioteki
- wyszukiwanie, wstępna selekcja i udzielanie informacji, tworzenie narzędzi przydatnych do przeszukiwania zbioru informacji i klasyfikacja wiedzy.

### Zadania bibliotekarza naukowego
- organizuje warsztat pracy naukowej
- prowadzi prace badawcze (bibliotekoznawstwo, księgoznawstwo)
- współpracuje ze studiami wyższymi w procesie kształcenia kadr

### Zadania bibliotekarza oświatowego
- propagowanie książki
- doradztwo i wychowywanie czytelnika

## Stopnie biblioteczne
W bibliotekach publicznych (podległych Ministerstwu Kultury i Dziedzictwa Narodowego)
- młodszy bibliotekarz
- bibliotekarz
- starszy bibliotekarz
- kustosz
- starszy kustosz
- bibliotekarz dyplomowany (po zdaniu egzaminu przed komisją państwową)

W bibliotekach naukowych (podległych Ministerstwu Edukacji i Nauki)
- pomocnik biblioteczny
- magazynier biblioteczny
- młodszy bibliotekarz
- starszy magazynier biblioteczny
- bibliotekarz
- starszy bibliotekarz
- kustosz

Bibliotekarze dyplomowani:
- asystent biblioteczny
- adiunkt biblioteczny
- kustosz dyplomowany
- starszy kustosz dyplomowany